# Northvale
Northvale ist ein Ort im Bergen County, New Jersey, USA. Das U.S. Census Bureau hat bei der Volkszählung 2020 eine Einwohnerzahl von 4.761 ermittelt.

## Geographie
Nach den Angaben des United States Census Bureaus hat die Stadt eine Gesamtfläche von 3,4 km2, wobei keine Wasserflächen miteinberechnet sind.

## Geschichte
Der National Park Service weist für Northvale ein Haus im National Register of Historic Places (NRHP) aus (Stand 29. November 2018), das Haring-Blauvelt House.

## Demographie
Nach der Volkszählung von 2000 gibt es 4460 Menschen, 1575 Haushalte und 1236 Familien in der Stadt. Die Bevölkerungsdichte beträgt 1304,6 Einwohner pro km2. 82,91 % der Bevölkerung sind Weiße, 0,76 % Afroamerikaner, 0,07 % amerikanische Ureinwohner, 14,06 % Asiaten, 0,00 % pazifische Insulaner, 1,17 % anderer Herkunft und 1,03 % gemischter Herkunft. 4,73 % sind Latinos unterschiedlicher Abstammung.
Von den 1575 Haushalten haben 33,6 % Kinder unter 18 Jahre. 66,2 % davon sind verheiratete, zusammenlebende Paare, 8,1 % sind alleinerziehende Mütter, 21,5 % sind keine Familien, 18,5 % bestehen aus Singlehaushalten und in 10,3 % Menschen sind älter als 65. Die Durchschnittshaushaltsgröße beträgt 2,83, die Durchschnittsfamiliegröße 3,21.
22,5 % der Bevölkerung sind unter 18 Jahre alt, 6,4 % zwischen 18 und 24, 29,3 % zwischen 25 und 44, 25,9 % zwischen 45 und 64, 16,0 % älter als 65. Das Durchschnittsalter beträgt 40 Jahre. Das Verhältnis Frauen zu Männer beträgt 100:99,3, für Menschen älter als 18 Jahre beträgt das Verhältnis 100:94,2.
Das jährliche Durchschnittseinkommen der Haushalte beträgt 72.500 USD, das Durchschnittseinkommen der Familien 81.153 USD. Männer haben ein Durchschnittseinkommen von 50.901 USD, Frauen 37.563 USD. Das Pro-Kopf-Einkommen der Stadt beträgt 28.206 USD. 3,9 % der Bevölkerung und 2,4 % der Familien leben unterhalb der Armutsgrenze, davon sind 6,9 % Kinder oder Jugendliche jünger als 18 Jahre und 1,4 % der Menschen sind älter als 65.